# Resident Evil 4
Resident Evil 4, i Japan känt som Biohazard 4 (バイオハザード4 Baiohazādo Fō?), är det sjunde spelet i Resident Evil-serien (om man inte räknar med spinoff-titlarna). Spelet släpptes i början av 2005 till Gamecube; det var ursprungligen meningen att spelet skulle vara Gamecube-exklusivt men under hösten 2005 gjordes också en Playstation 2-konvertering. År 2007 släpptes även en Windowsversion och en Wii-version.

## Handling
I Resident Evil 4 styr spelaren den före detta polisen Leon Scott Kennedy som i Resident Evil 2 började sin (relativt korta) karriär som polis i Raccoon City. Det har gått sex år sedan dess och han är nu en agent för ett hemligt förband som tar order endast från presidenten. Hans order är att hitta presidentens dotter Ashley Graham som har blivit kidnappad och som senast synts till i en bergsby i Spanien.
När Leon kommer till bergsbyn upptäcker han snabbt att allt inte står rätt till. Byborna är väldigt aggressiva och försöker ta livet av Leon så fort de ser honom. Han måste nu överleva och rädda Ashley samtidigt som han måste ta reda på vad som har hänt med byborna. Men mot Leon står omänskliga fenomen som vill döda honom. Leon möter även två personer som han trodde var döda.

## Figurer
- Leon Scott Kennedy - huvudkaraktär
- Ashley Graham
- Ada Wong
- Osmund Saddler
- Luis Sera
- Jack Krauser
- Ramon Salazar
- Bitores Mendez
- Ingrid Hunnigan

## Spelsätt
Resident Evil 4 skiljer sig på många punkter från de tidigare Resident Evil-spelen. Grafiken är helt i 3D, då den tidigare använt sig av förrenderade bakgrunder. De klassiska kameravinklarna har också ersatts av ett typiskt tredjepersonsperspektiv där kameran finns bakom spelaren.
Kontrollen är också delvis omgjord, när man håller in axelknappen för att dra fram vapnet förflyttas kameran närmare spelaren så att man kan sikta med en av de analoga styrspakarna. I övrigt har inte kontrollen ändrats speciellt mycket trots att kameran helt och hållet förändrats.

## Övrigt
Spelet började skapas 1999 till Playstation 2 men när man tyckte att historien kanske inte var 100% solid så raderades allt hårt arbete och man började om från början. Produktion för ytterligare tre versioner påbörjades varav en blev färdig, men Shinji Mikami var inte nöjd med någon version. Utvecklingen tog då en lång paus för att utveckla idéerna mer till hur spelet borde se ut; vilket slutligen blev den versionen som släpptes.
Actionspelet Devil May Cry med sina övernaturliga inslag hade utvecklats parallellt och var ursprungligen tänkt att bli Resident Evil 4.
I slutet av 2005 släpptes en Playstation 2-konvertering av Gamecubespelet som bland annat innehöll några extrauppdrag kallade Assignment Ada: Separate Ways som låstes upp då man klarat spelet.
En Windows-version utkom 2007 och baserade sig helt på Playstation 2-versionen. I juni 2007 kom också en Wii-version av spelet som stödde Wii Remote och Wii Nunchuk-tillbehöret för rörelse och siktning. Wii-versionen innehöll allt extramaterial som Playstation 2 och Windowsversionen hade.
2012 kom en version till PS3 och 2016 kom en version till PS4.
Resident Evil 4 hyllades som en av årets bästa spel år 2005 och den bästa fjärde delen i en spelserie någonsin; spelet är idag en av de högst mottagna spelen. Resident Evil 4 är ansedd att vara en pionjär i spelstilen tredjepersonsskjutare och vara det spelet som populariserade den moderna skräckgenren inom populärkultur, och även det spelet som gjorde serien stor världen över. De senare spelen i serien har inte haft lika stort inflytande men ändå blivit succéer.